# Huberopappus maigualidae
 Huberopappus maigualidae  John Francis Pruski, 1992 è una specie di pianta angiosperma dicotiledone della famiglia delle Asteraceae. Huberopappus maigualidae è anche l'unica specie del genere Huberopappus  John Francis Pruski, 1992.

## Etimologia
Il nome scientifico della specie è stato definito per la prima volta dal botanico John Francis Pruski (1955-) nella pubblicazione " Novon; a Journal for Botanical Nomenclature. St. Louis, MO" ( Novon 2: 19, figs. 1,2) del 1992. Il nome scientifico del genere è stato definito per la prima volta nella stessa pubblicazione.

## Descrizione
L'habitus di queste piante è di tipo arbustivo con fusti eretti e poche ramificazioni (altezza massima 1 - 2 metri). In queste specie è presente una pubescenza per peli di tipo stellato. Gli organi interni contengono lattoni sesquiterpenici.
Le foglie lungo il caule sono picciolate e disposte in modo alternato. La forma della lamina è semplice da ellittica a obovata con base cuneata e apici da acuti a rotondi. I margini sono interi; la consistenza varia da subcoriacea a coriacea. Le venature della pagina fogliare sono di tipo pennato. La superficie è ghiandolosa e pubescente. Dimensione delle foglie: larghezza 1,7 - 3,6 cm; lunghezza 3 – 6 cm.
Le infiorescenza, cimose, sono composte da pochi capolini. Le infiorescenze sono sottese da alcune (3 - 11) piccole brattee filiformi. I capolini, omogami, discoidi e peduncolati, sono composti da un involucro campanulato formato da 14 - 17 brattee embricate in 3 - 4 serie che fanno da protezione al ricettacolo sul quale s'inseriscono i fiori tubulosi. Le brattee dell'involucro sono per lo più decidue. Il ricettacolo, piatto (diametro di circa 2 mm) e faveolato, è privo di pagliette.
I fiori, da 19 a 22 per capolino, sono tetra-ciclici (ossia sono presenti 4 verticilli: calice – corolla – androceo – gineceo) e pentameri (ogni verticillo ha in genere 5 elementi). I fiori sono inoltre ermafroditi e actinomorfi (raramente possono essere zigomorfi).
- Formula fiorale:

*/x K {\displaystyle \infty }, [C (5), A (5)], G 2 (infero), achenio
- Calice: i sepali del calice sono ridotti ad una coroncina di squame.
- Corolla: le corolle sono formate da un tubo terminante in 5 lobi a volte fortemente ricurvi;  la gola a volte è poco evidente, in altri casi è allargata; il colore varia da lavanda a bianco; la superficie può essere sia pubescente che glabra.
- Androceo: gli stami sono 5 con filamenti liberi e distinti, mentre le antere sono saldate in un manicotto (o tubo) circondante lo stilo.[12] Le antere, sagittate, sono caudate con base arrotondata. Le appendici delle antere sono sclerificate e glabre. Il polline è tricolporato (con tre aperture sia di tipo a fessura che tipo isodiametrica o poro), è echinato (con punte) ma non "lophato".[13]
- Gineceo: lo stilo è filiforme e privo di nodi. Gli stigmi dello stilo sono due divergenti e smussati con la superficie stigmatica posizionata internamente (vicino alla base). La pubescenza è del tipo a spazzola con peli ottusi e settati.[14] L'ovario è infero uniloculare formato da 2 carpelli.

I frutti sono degli acheni con pappo. Gli acheni dimorfici, a forma cilindrica e prismatica e con 3 - 5 angoli/coste (non sono bicornuti), hanno la superficie 10-striata e glabra. Il "carpopodium" (carpoforo) è leggermente stipitato. All'interno si può trovare del tessuto di tipo idioblasto e rafidi allungati (o possono mancare); non è presente il tessuto tipo fitomelanina. Il pappo è collariforme con singole punte.

## Biologia
- Impollinazione: l'impollinazione avviene tramite insetti (impollinazione entomogama tramite farfalle diurne e notturne).
- Riproduzione: la fecondazione avviene fondamentalmente tramite l'impollinazione dei fiori (vedi sopra).
- Dispersione: i semi (gli acheni) cadendo a terra sono successivamente dispersi soprattutto da insetti tipo formiche (disseminazione mirmecoria). In questo tipo di piante avviene anche un altro tipo di dispersione: zoocoria. Infatti gli uncini delle brattee dell'involucro si agganciano ai peli degli animali di passaggio disperdendo così anche su lunghe distanze i semi della pianta.

## Distribuzione e habitat
Le piante di questo gruppo sono distribuite in Venezuela.

## Tassonomia
La famiglia di appartenenza di questa voce (Asteraceae o Compositae, nomen conservandum) probabilmente originaria del Sud America, è la più numerosa del mondo vegetale, comprende oltre 23.000 specie distribuite su 1.535 generi, oppure 22.750 specie e 1.530 generi secondo altre fonti (una delle checklist più aggiornata elenca fino a 1.679 generi). La famiglia attualmente (2021) è divisa in 16 sottofamiglie.

### Filogenesi
Le piante di questo gruppo appartengono alla sottotribù Piptocarphinae descritta all'interno della tribù Vernonieae Cass. della sottofamiglia Vernonioideae Lindl.. Questa classificazione è stata ottenuta ultimamente con le analisi del DNA delle varie specie del gruppo. Da un punto di vista filogenetico in base alle ultime analisi sul DNA la tribù Vernonieae è risultata divisa in due grandi cladi: Muovo Mondo e Vecchio Mondo. I generi di Piptocarphinae appartengono al clade relativo all'America.
La sottotribù, e quindi i suoi generi, si distingue per i seguenti caratteri:
- le foglie basali non sono né di tipo ericoide e neppure embricate;
- la disposizione delle foglie lungo il caule è sia opposta che alternata;

- i capolini in genere hanno pochi fiori (meno di 20).

Altre caratteristiche, ritenute in passato più significative, come le punte smussate dei peli dello stilo e i peli stellati, ora sono considerate caratteristiche secondarie o “deboli”.
In precedenza la tribù Vernonieae, e quindi la sottotribù (Piptocarphinae) di questo genere, era descritta all'interno della sottofamiglia Cichorioideae. Alle analisi del DNA la sottotribù appare parafiletica e con le sottotribù Vernoniinae, Lepidaploinae e Elephantopinae forma un "gruppo fratello".
I caratteri distintivi per le specie di questo genere ( Huberopappus) sono:
- l'habitus è subarbustivo;
- la superficie delle foglie è ghiandolosa (ghiandole puntate) e tomentosa;
- l'infiorescenza è terminale e cimosa;
- il pappo ha un collare senza setole o scaglie.